# Spinaphis multisetosa
Spinaphis multisetosa är en insektsart. Spinaphis multisetosa ingår i släktet Spinaphis och familjen långrörsbladlöss. Inga underarter finns listade i Catalogue of Life.